# Campeonato Sudamericano de Football 1927
Il Campeonato Sudamericano de Football 1927 fu l'undicesima edizione della Coppa America di calcio. Ad organizzarlo fu il Perù, la cui nazionale prendeva così parte per la prima volta al torneo. Tutte le partite si disputarono all'Estadio Nacional di Lima dal 30 ottobre al 27 novembre 1927.

## Nazionali partecipanti
| N° | Nazione   | Iscrizione CONMEBOL | Note                         |
| -- | --------- | ------------------- | ---------------------------- |
| 1  | Argentina | 1916                |                              |
| 2  | Brasile   | 1916                | Rinuncia                     |
| 3  | Cile      | 1916                | Rinuncia                     |
| 4  | Uruguay   | 1916                | Detentore Coppa America 1926 |
| 5  | Paraguay  | 1921                | Rinuncia                     |
| 6  | Perù      | 1925                | Nazione ospitante            |
| 7  | Bolivia   | 1926                |                              |
| 8  | Ecuador   | 1927                | Rinuncia                     |

## Formula

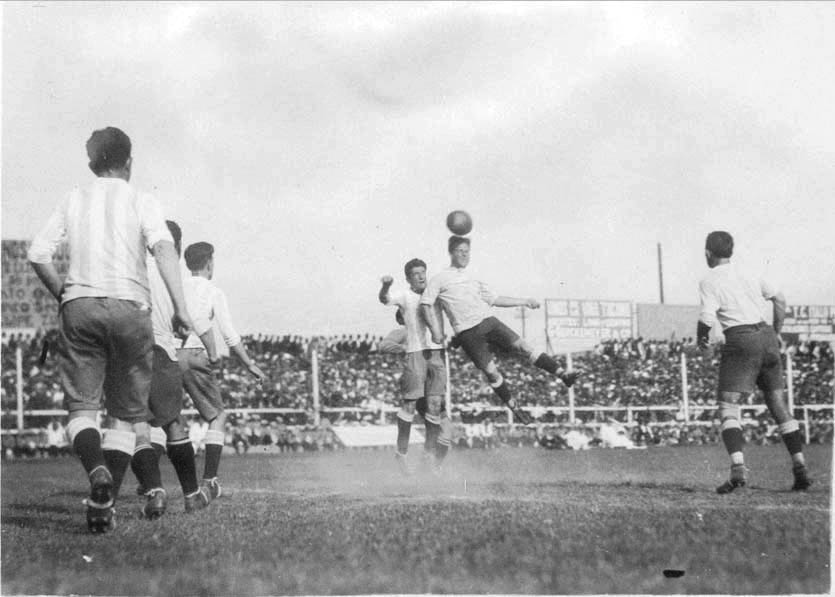
La sfida decisiva tra Argentina e Uruguay, vinta dagli albicelesti per 3-2.

La formula prevedeva che le quattro squadre partecipanti si affrontassero in un unico girone all'italiana, la cui prima classificata avrebbe vinto il torneo. Per ogni vittoria si attribuivano 2 punti, 1 per ogni pareggio e 0 per ogni sconfitta.
In vista delle olimpiadi di Amsterdam 1928, nel cui torneo di calcio la CONMEBOL avrebbe avuto diritto a tre posti, fu disposto che le prime tre classificate si sarebbero qualificate alla manifestazione olimpica.

## Riassunto del torneo
Ovvie favorite erano Uruguay e Argentina. Le due nazionali platensi travolsero gli avversari, decidendo tutto nello scontro diretto: qui la spuntò l'Argentina (3-2), che vinse il suo terzo titolo continentale. 
L'Uruguay si sarebbe riscattato l'anno seguente, bissando l'oro olimpico del 1924, battendo in finale proprio l'Argentina.

## Risultati
| Arbitro: | Fuentes |

|                                                                        |           |             |
| Luna 18’ 56’ Carricaberry 20’ 36’ Recanatini 24’ (rig.) Seoane 29’ 79’ | Marcatori | 42’ Alborta |

| Arbitro: | Nay Foino |

|                                           |           |  |
| Ulloa 49’ (aut.) Sacco 52’ 71’ Castro 75’ | Marcatori |  |

| Arbitro: | Fuentes |

|                                                                             |           |  |
| Petrone 18’ 65’ 81’ Figueroa 19’ 67’ 69’ Arremón 43’ Castro 68’ Scarone 86’ | Marcatori |  |

| Arbitro: | Parodi |

|                                                 |           |                    |
| Neyra 31’ Koochoi Sarmiento 41’ Montellanos 43’ | Marcatori | 13’ 14’ Bustamante |

| Arbitro: | Thurner |

|                                                     |           |                 |
| Recanatini 56’ (rig.) Luna 70’ Canavessi 85’ (aut.) | Marcatori | 33’ 79’ Scarone |

| Arbitro: | Gariboni |

|                                                 |           |               |
| Ferreira 1’ 30’ Maglio 22’ 25’ Carricaberry 38’ | Marcatori | 3’ Villanueva |

## Classifica finale
| Pos. | Squadra   | Pt | G | V | N | P | GF | GS | DR  |
| ---- | --------- | -- | - | - | - | - | -- | -- | --- |
| 1.   | Argentina | 6  | 3 | 3 | 0 | 0 | 15 | 4  | +11 |
| 2.   | Uruguay   | 4  | 3 | 2 | 0 | 1 | 15 | 3  | +12 |
| 3.   | Perù      | 2  | 3 | 1 | 0 | 2 | 4  | 11 | -7  |
| 4.   | Bolivia   | 0  | 3 | 0 | 0 | 3 | 3  | 19 | -16 |

## Classifica marcatori
3 gol
- Carricaberry e Luna;

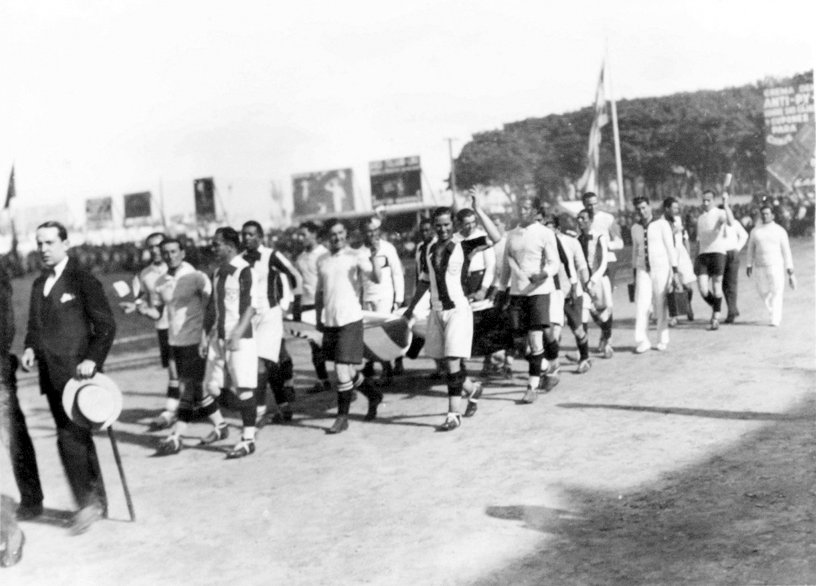
Perù e Uruguay entrano in campo

- Figueroa, Petrone e Scarone.

2 gol
- Ferreira, Maglio, Recanatini e Seoane;
- Bustamante;
- Castro e Sacco.

1 gol
- Alborta;
- Montellanos, Neyra, Koochoi Sarmiento e Villanueva.

autoreti
- Ulloa (pro Uruguay);
- Canavessi (pro Argentina).

## Arbitri
- Consolato Nay Foino
- Victorio Gariboni
- Alberto Parodi
- David Thurner
- Benjamín Fuentes